# Таразский государственный педагогический институт
Таразский государственный педагогический институт (сокр. ТарГПИ, каз. Жамбыл педагогикалық институты) — высшее учебное заведение Республики Казахстан. Основан в 1967 году в городе Жамбыл (Тараз).

## История

### Жамбылский педагогиченский институт
Изначально носил название Жамбылский педагогический институт имени 50-летия Октябрьской революции. Открытие Жамбылского педагогического института было вызвано нехваткой кадров в школах области.
В 1967—1968 учебном году по плану министерства в институт были приняты 400 студентов. Из них 250 — на дневное отделение. Институт предоставлял образование по специальностям: «Русский язык и литература», «Английский язык», «Математика», «Физика». В изначальных корпусах института сейчас находятся педагогический и естественно-научный факультеты.
Первым ректором был назначен кандидат филологических наук, бывший заведующий областным отделом образования М. М. Абжанов. Должность проректора исполнял кандидат физико-математических наук К. Абдыгапаров, декана филологического факультета — Ж. К. Оспанов, декана физико-математических наук — к.т. н., доцент К. К. Конакбаев, секретаря парторганизации института — кандидат исторических наук, доцент Ш. Адилов.
15 августа 1969 года по приказу министра К. Билялова ректором был назначен Турдалин Куандык Байшымырович, занимавший эту должность до 1974 года. При нём улучшалась материальная база института: сдано в эксплуатацию студенческое общежитие, оснащены лингафонные кабинеты, открыт читальный зал и расширен фонд библиотеки. Проректором был Ю. П. Киселев.
Из выдающихся выпускников института — первый герой Труда Казахстана Аягул Торекызы Миразова.
В 1975—1984 гг должность ректора занимал кандидат физико-математических наук Г. Б. Сайденов. Должность проректора в это время занимали С. Ф. Василенко (1975—1980) и А. Ф. Рогулкин (1980—1984). В инстиуте открылись новые специальности: «Художественная графика», «Немецкий язык». Число обучающихся превысило 2000 человек.
В 1984—1986 годы институт возглавлял доктор физико-математических наук, профессор, академик НАН РК — М. О. Отелбаев. Открылись кафедры «Казахския язык и литература», «Физичнеское воспитание». В 1985 году профессор Мухтарбай Отелбаев впервые организовал городской межвузовский научный семинар «Функикональный анализ и его применение». На основе научного семинара сформировалась научная школа профессора М. Б. Муратбекова.
В 1986—1991 гг должность ректора занимал профессор Б. К. Дамитов. В 1986 году создана кафедра «Информатика и методика преподавания математики».
В 1991—1996 гг его сменил кандидат филологических наук, профессор, член-корреспондент Международной академии информатизации А. Г. Шуканов. Открылась аспиратура по «Педагогике», «Математике», «Литературоведению».
В связи с оптимизанием вузов в 1996 году педагогический институт стал университетом путём слияния с двумя другими вузами.

### Таразский государственный педагогический университет
В 1996 году на базе педагогического института был основан Джамбулский университет. Ректором нового университета был назначен доктор технических наук, профессор У. К. Бишимбаев.
В 1998 году в результате объединения Жамбылского университета, Жамбылского технологического института легкой и пищевой промышленности и Жамбылского гидромелиоративно-строительного института основан Таразский государственный университет имени М. Х. Дулати.
17 сентября 2010 года институт в числе других 30 казахстанских вузов вступил в Великую Хартию Университетов в Болонье.
В 2012 году Таразский государственный педагогический институт успещено прошел аккредитацию в Независимом Казахстанском Агентстве по обеспечению качества образования.
16.06.2020 года РГП на ПХВ «Таразский государственный педагогический университет» МОН РК и РГП на ПХВ «Таразский государственный университет имени М. Х. Дулати» МОН РК путем слияния преобразовались в НАО «Таразский региональный университет имени М. Х. Дулати».

### Список ректоров
1. М. М. Абжанов (1967-69)
2. К. Б. Турдалин (1969-74)
3. Г. Б. Сайденов (1975-84)
4. М. О. Отелбаев (1984-86)
5. Б. К. Дамитов (1986-91)
6. А. Г. Шуканов (1991-96)
7. У. К. Бишимбаев — с 1996 года — ректор Жамбылского университета, с 1998 года по 2001 год ректор Таразского государственного университета им. М. Х. Дулати
8. А. Е. Бектурганов — с 2001 по 2008 годы ректор Таразского государственного университета им. М. Х. Дулати
9. М. Н. Сарыбеков — с марта 2004 года по 2009 год — ректор Таразского государственного педагогического института
10. А. Б. Абдуалы — с марта 2010 года по 2013 год — ректор Таразского государственного педагогического института
11. Д. П. Кожамжарова — с 1 апреля 2013 года по 2018 год мая ректор Таразского государственного педагогического университета[2]
12. Ержан Амирбекулы — с 28 сентября 2018 года ректор Таразского государственного педагогического университета[4]